# 天主教里奧加耶戈斯教區
天主教里奧加耶戈斯教區（拉丁語：Dioecesis Rivogallaecensis）是阿根廷一個羅馬天主教教區，屬布蘭卡港總教區。
教區成立於1961年4月10日，包括聖克魯斯省及火地省。2010年有教友212,000人（佔轄區總人口70.0%）、三十個堂區、五十一名司鐸。現任教區主教為喬治·依納爵·加爾西亞-庫埃瓦。